# Британские танки Mk.V (Луганск)
Британские танки Mk.V в Луганске — два танка британского производства Mark V, установленные в качестве памятника Гражданской войне в Луганске.

## История танков

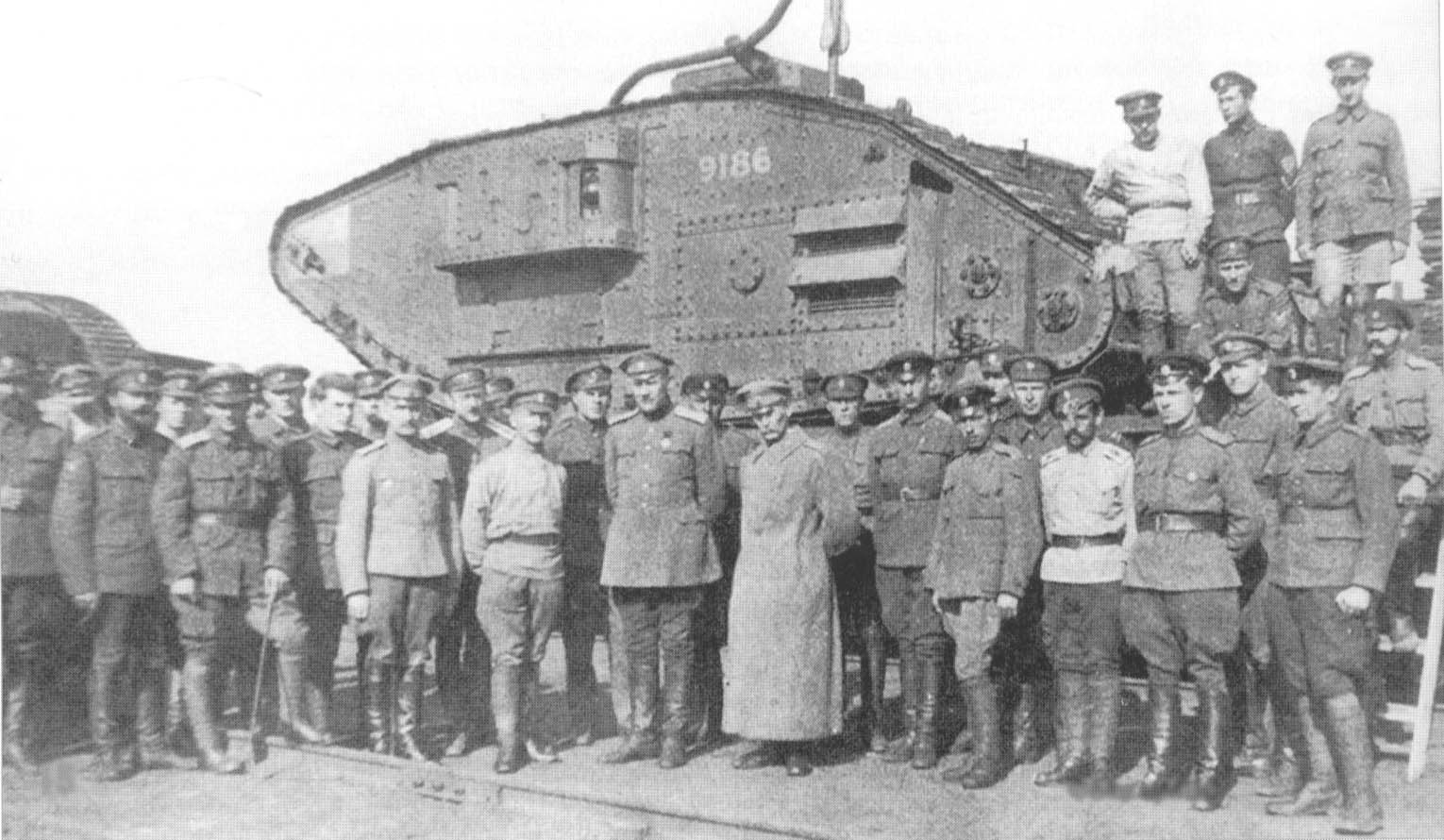
Танк «Дерзкий» в составе белой ВСЮР в 1919 году

Танки были поставлены Великобританией (союзниками) в Вооружённые силы Юга России весной 1919 года, и затем были зачислены в Русскую армию Врангеля в Крыму. Потом в качестве военного трофея они попали в руки РККА после боев на Каховском плацдарме осенью 1920 года, где из 60 участвовавших в сражении танков со стороны белых более-менее неповреждёнными и захваченными красными оказалось около 30 танков. После этого данные танки поступили на вооружение в РККА, составив, в основном, Лефортовскую танковую бригаду.
Часть снятых в 1938 году с вооружения Mark V, согласно распоряжению К. Е. Ворошилова, была распределена по нескольким городам СССР:

Танки считаю необходимым использовать следующим образом:
1. «Рикардо» [так, по названию модификации двигателя, именовали в СССР танки Mark V] в количестве 14 штук передать по два городам: Смоленску, Ростову-на-Дону, Харькову, Ленинграду, Киеву, Ворошиловграду и Архангельску для использования их как исторические памятники гражданской войны

В Луганск попали танки с заводскими номерами — № 9186 (который в армии белых имел собственное имя — «Дерзкий», и находился в составе I-го танкового отряда) и № 9344 (возможно, «Атаман Ермак» из III-го отряда).
На данный момент танки типа Mk.V (но других модификаций), кроме Луганска, сохранились ещё в Харькове (один танк типа «гермафродит») и в Архангельске (один танк типа «самка») и один «самец» в Кубинке. Находящиеся в остальных городах танки были утрачены.
Луганские танки тоже были под угрозой уничтожения: по воспоминаниям очевидцев, в конце 1950-х годов, на волне раскритикования К. Е. Ворошилова, поступило указание снять танки с постаментов и отдать на переплавку. Однако, по инициативе рабочих Луганского тепловозостроительного завода оба танка были закопаны в землю прямо на заводской площадке для хранения металлолома. После прихода к власти Л. И. Брежнева танки были восстановлены в качестве памятников.
Луганские танки расположены симметрично за Краеведческим музеем, являясь продолжением мемориального комплекса «Памятник Борцам Революции».
В 2007 году при содействии английской стороны было принято решение отреставрировать танки, которые после реставрации были возвращены на своё первоначальное место.

## Галерея

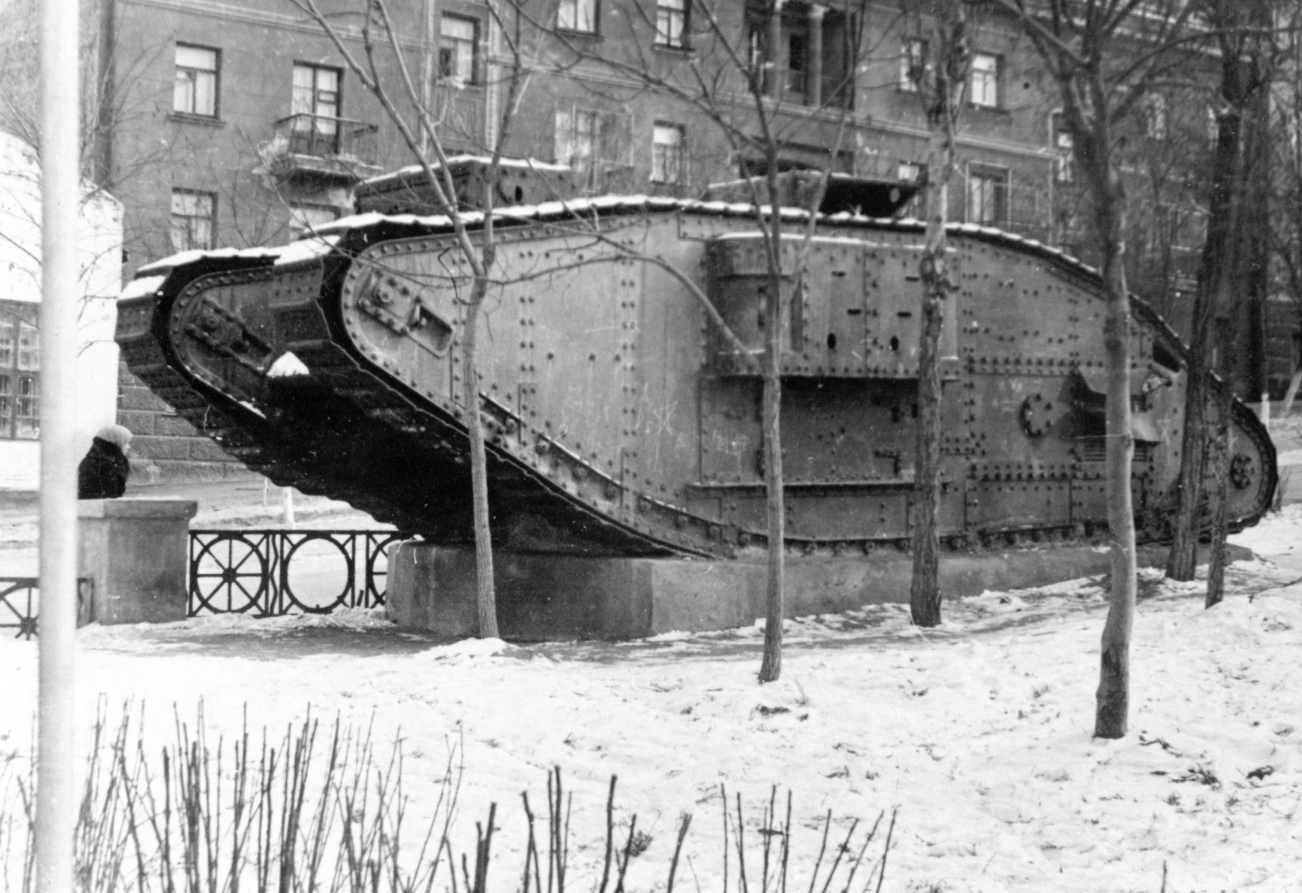
Так выглядел один из Mark V в начале шестидесятых (Луганск)
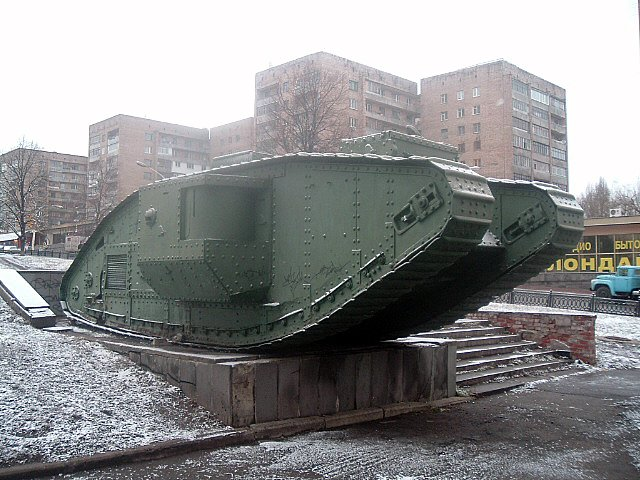
Mk V в Луганске без выхлопной трубы
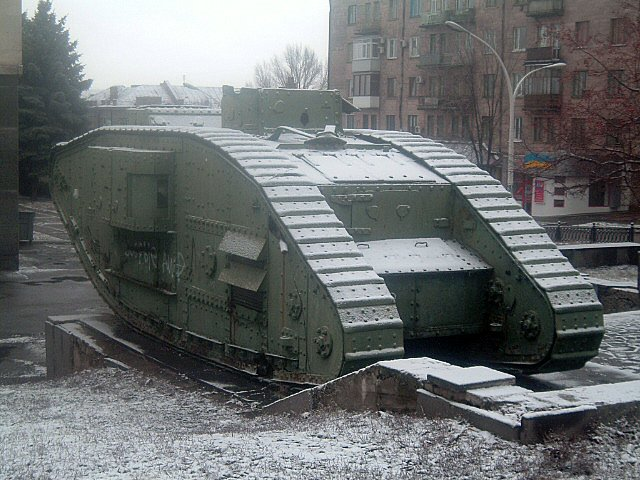
Тот же Mk V с другого ракурса
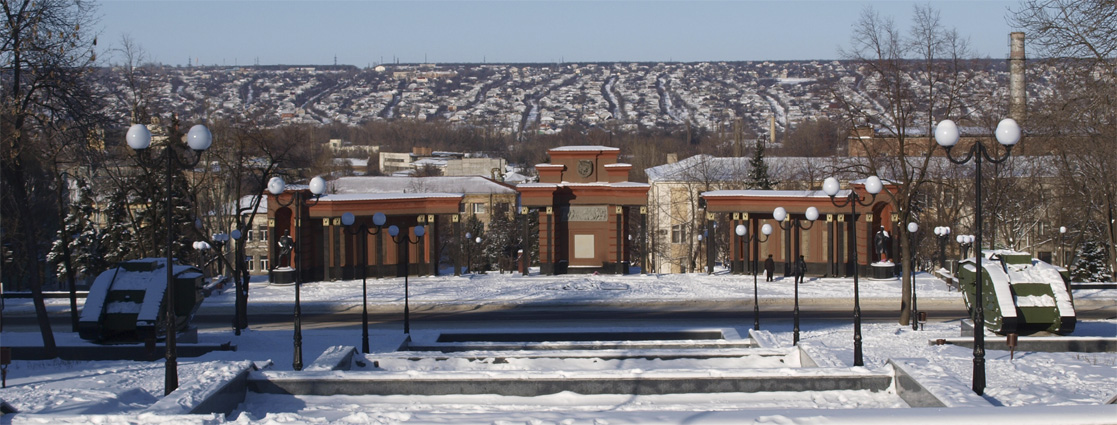
Отреставрированные танки
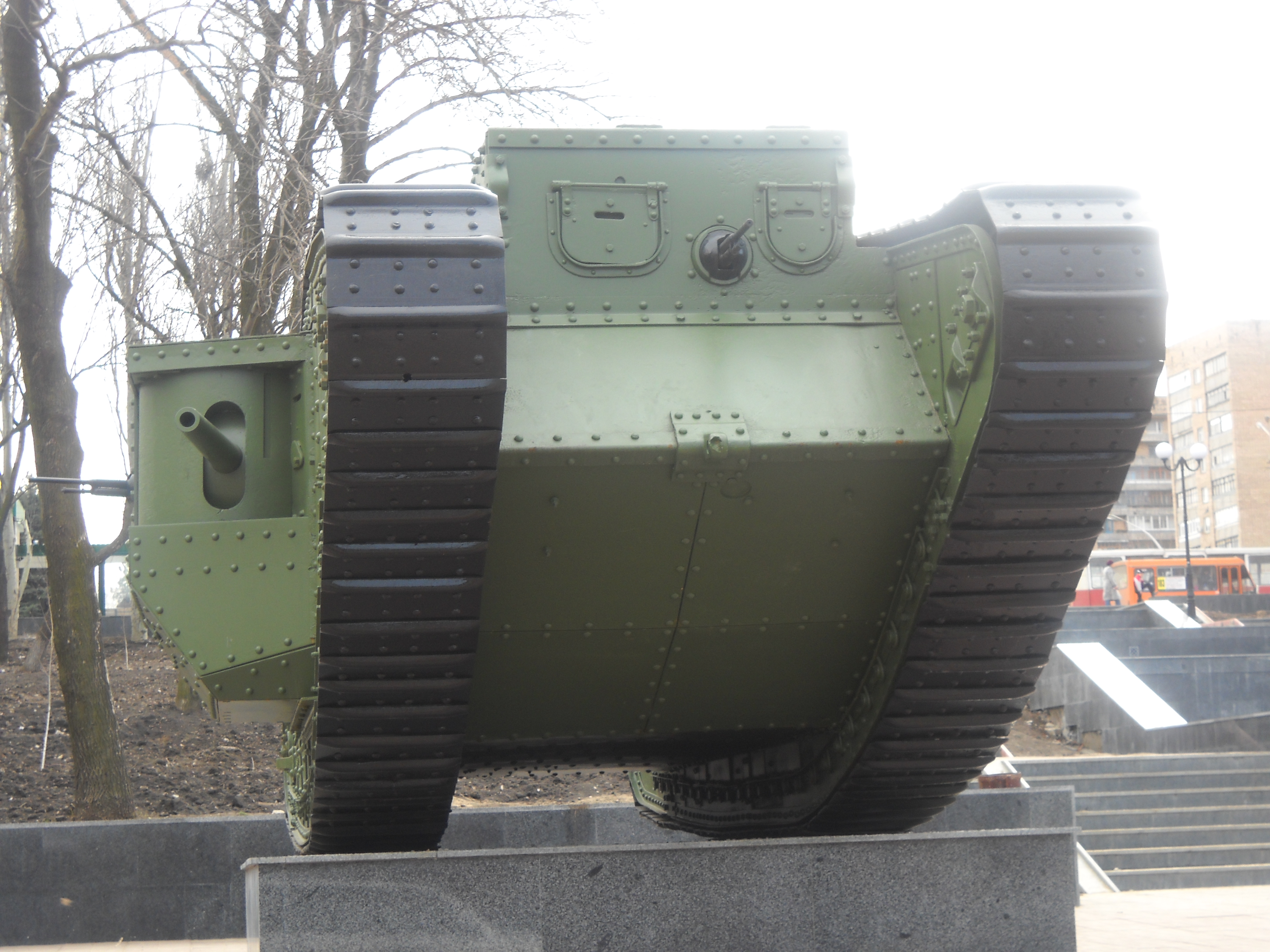
Танк Mk V после реставрации (Луганск)
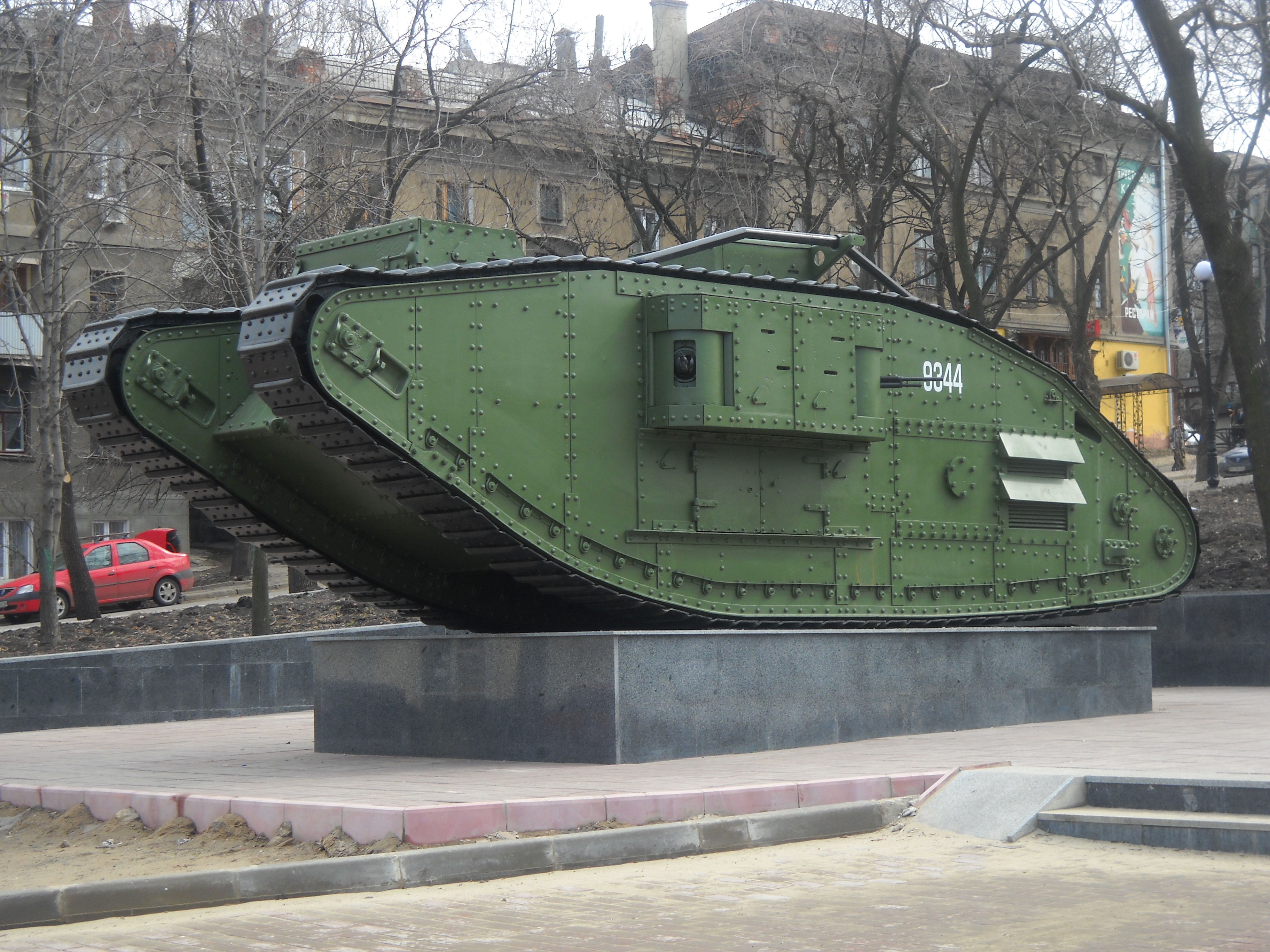
Танк Mk V после реставрации (Луганск)